# Modo jônio
O modo jônio é um modo musical ou, no uso moderno, uma escala diatônica também chamada de escala maior. Seu nome vem dos gregos jônicos.
Foi o nome atribuído por Heinrich Glarean em 1547 ao seu novo modo autêntico em dó (modo 11 em seu sistema de numeração), que utiliza a escala diatônica de dó ao dó uma oitava acima, dividida em sol (como sua dominante, nota de recitação ou tenor) em uma quarta espécie de quinta justa (tom–tom–semitom–tom) mais uma terceira espécie de quarta justa (tom–tom–semitom): dó, ré, mi, fá, sol + sol, lá, si, dó. Essa espécie de oitava é essencialmente a mesma que o modo maior da música tonal.
A música sacra havia sido explicada por teóricos como organizada em oito modos musicais: as escalas em ré, mi, fá e sol no "sistema perfeito maior" da "musica recta", cada uma com seu modo autêntico e modo plagal correspondente.
O décimo segundo modo de Glarean era a versão plagal do modo jônico, chamado de modo hipojônico (sob o jônico), baseado na mesma escala relativa, mas com a terça maior como tenor e com uma extensão melódica que vai de uma quarta justa abaixo da tônica até uma quinta justa acima dela.

## Lista de escalas jônicas
| Tom maior  | Tom menor  | Armadura | Tônica (modo jônico) | Notas componentes (modo jônico) |
| ---------- | ---------- | -------- | -------------------- | ------------------------------- |
| Sol♯ maior | Mi♯ menor  | 8♯       | Sol♯                 | Sol♯ Lá♯ Si♯ Dó♯ Ré♯ Mi♯ Fá𝄪    |
| Dó♯ maior  | Lá♯ menor  | 7♯       | Dó♯                  | Dó♯ Ré♯ Mi♯ Fá♯ Sol♯ Lá♯ Si♯    |
| Fá♯ maior  | Ré♯ menor  | 6♯       | Fá♯                  | Fá♯ Sol♯ Lá♯ Si Dó♯ Ré♯ Mi♯     |
| Si maior   | Sol♯ menor | 5♯       | Si                   | Si Dó♯ Ré♯ Mi Fá♯ Sol♯ Lá♯      |
| Mi maior   | Dó♯ menor  | 4♯       | Mi                   | Mi Fá♯ Sol♯ Lá Si Dó♯ Ré♯       |
| Lá maior   | Fá♯ menor  | 3♯       | Lá                   | Lá Si Dó♯ Ré Mi Fá♯ Sol♯        |
| Ré maior   | Si menor   | 2♯       | Ré                   | Ré Mi Fá♯ Sol Lá Si Dó♯         |
| Sol maior  | Mi menor   | 1♯       | Sol                  | Sol Lá Si Dó Ré Mi Fá♯          |
| Dó maior   | Lá menor   | –        | Dó                   | Dó Ré Mi Fá Sol Lá Si           |
| Fá maior   | Ré menor   | 1♭       | Fá                   | Fá Sol Lá Si♭ Dó Ré Mi          |
| Si♭ maior  | Sol menor  | 2♭       | Si♭                  | Si♭ Dó Ré Mi♭ Fá Sol Lá         |
| Mi♭ maior  | Dó menor   | 3♭       | Mi♭                  | Mi♭ Fá Sol Lá♭ Si♭ Dó Ré        |
| Lá♭ maior  | Fá menor   | 4♭       | Lá♭                  | Lá♭ Si♭ Dó Ré♭ Mi♭ Fá Sol       |
| Ré♭ maior  | Si♭ menor  | 5♭       | Ré♭                  | Ré♭ Mi♭ Fá Sol♭ Lá♭ Si♭ Dó      |
| Sol♭ maior | Mi♭ menor  | 6♭       | Sol♭                 | Sol♭ Lá♭ Si♭ Dó♭ Ré♭ Mi♭ Fá     |
| Dó♭ maior  | Lá♭ menor  | 7♭       | Dó♭                  | Dó♭ Ré♭ Mi♭ Fá♭ Sol♭ Lá♭ Si♭    |
| Fá♭ maior  | Ré♭ menor  | 8♭       | Fá♭                  | Fá♭ Sol♭ Lá♭ Si𝄫 Dó♭ Ré♭ Mi♭    |